# Hottée du Diable
La hottée du diable est un chaos rocheux de 17 hectares, situé sur une butte sableuse à la limite nord de la commune de Coincy (Aisne) dont la formation sédimentaire date de l'éocène. Il est géré depuis 1995 par le Conservatoire d'espaces naturels de Picardie et fait partie d'une zone naturelle d'intérêt écologique, faunistique et floristique localisée administrativement sur les communes de Coincy, de Villeneuve-sur-Fère, de Saponay et de Bruyères-sur-Fère, d'une superficie de 295 hectares à une altitude comprise entre 117 et 185 mètres.

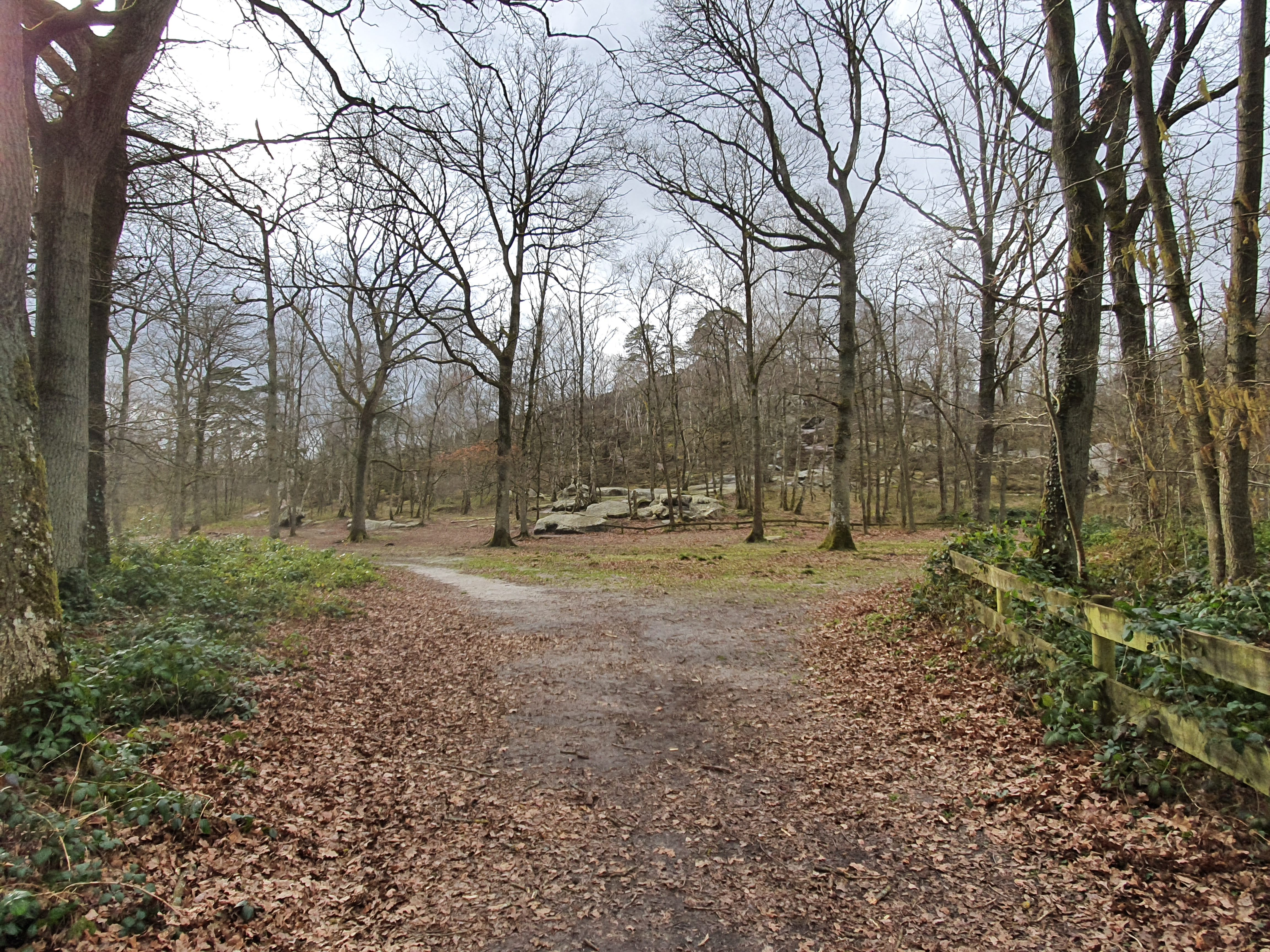
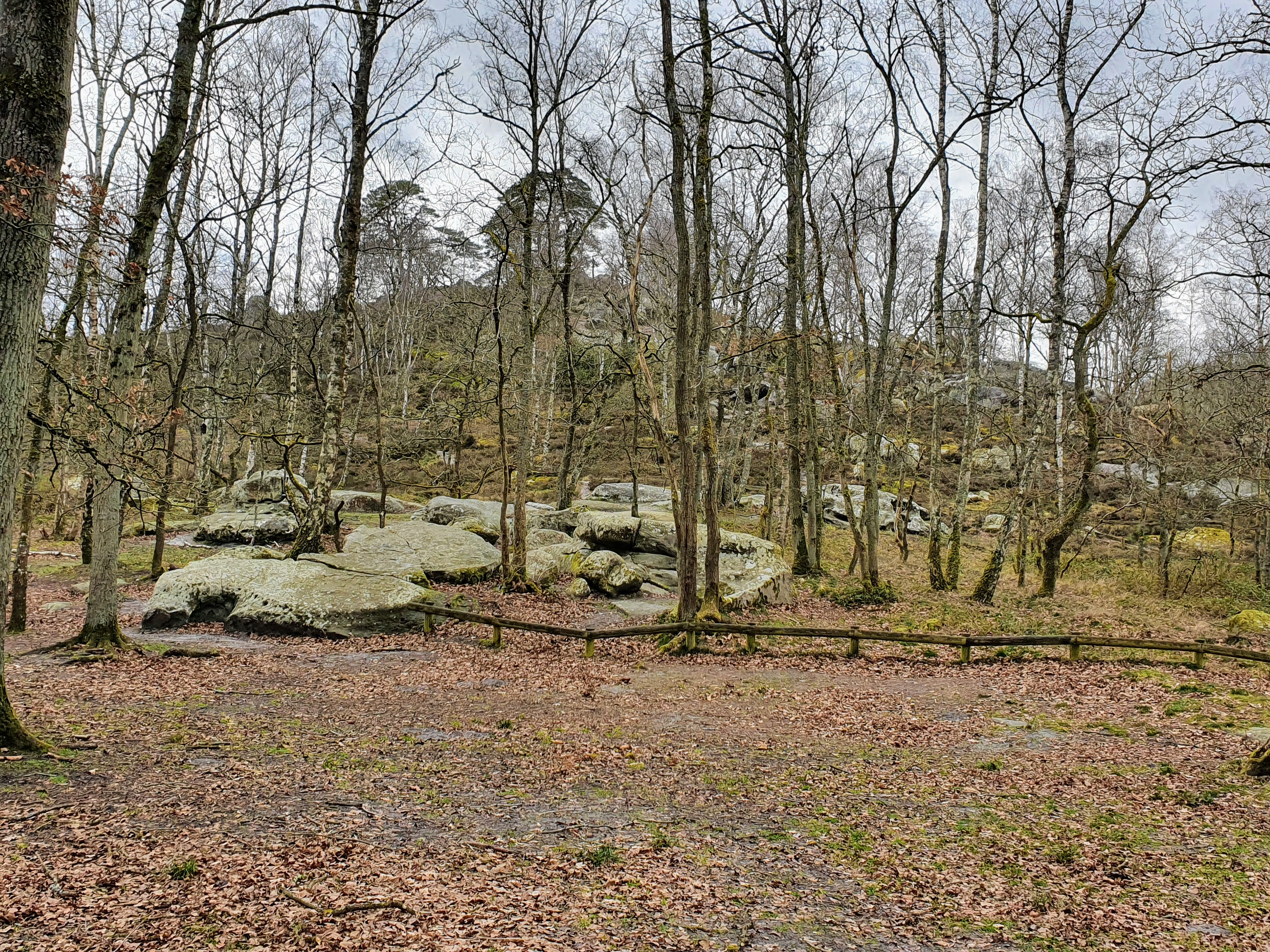
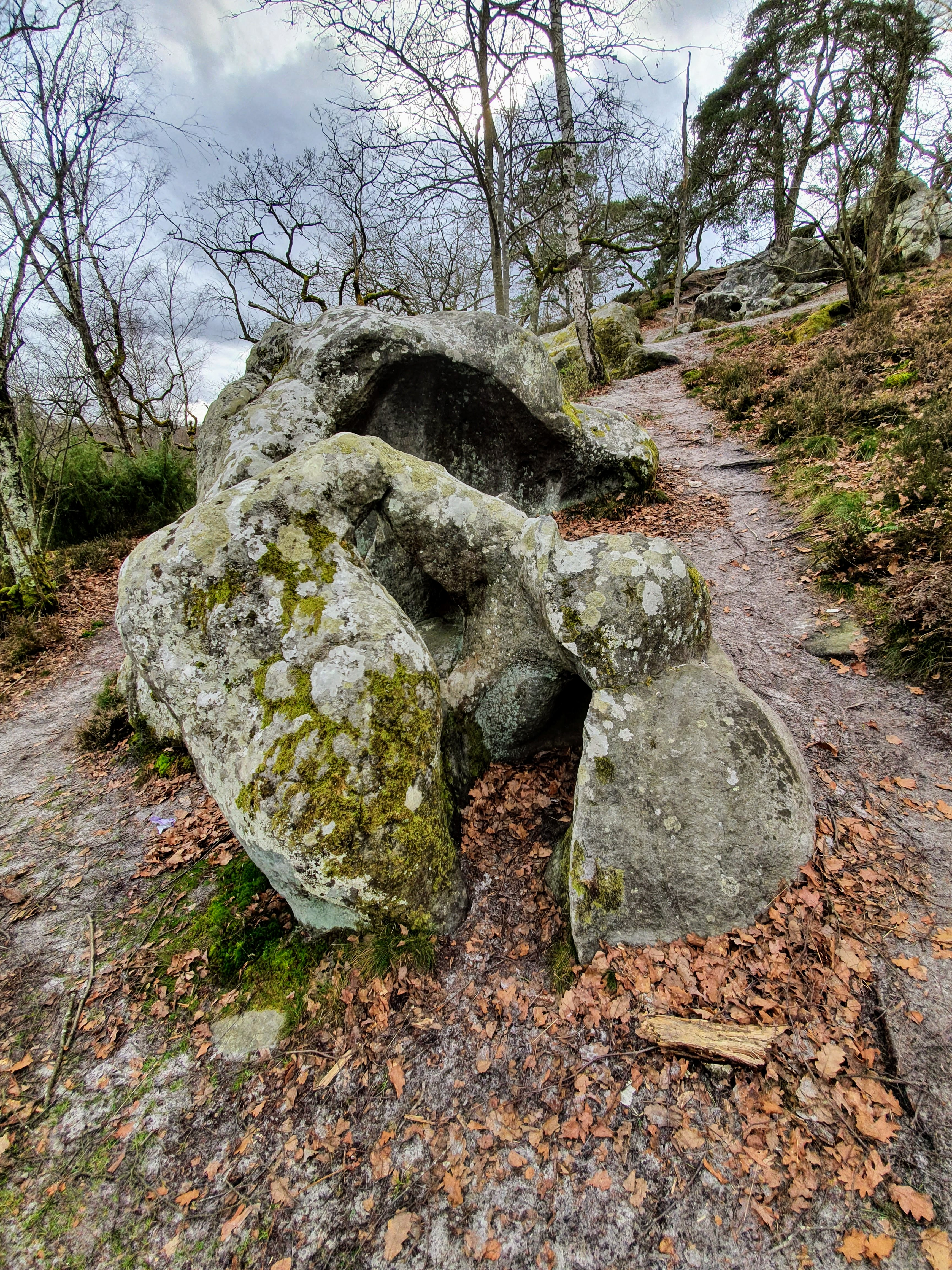
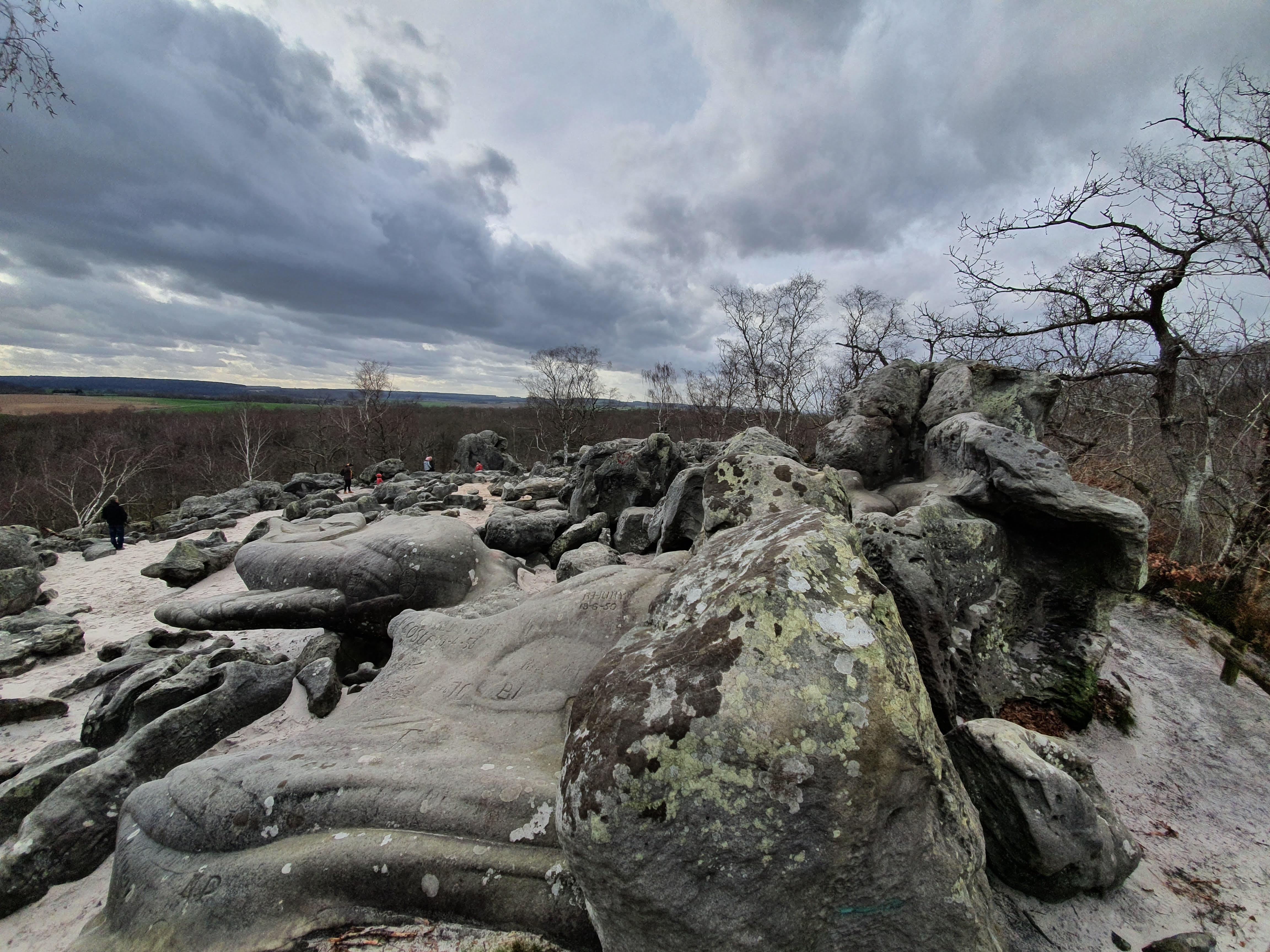

## Description

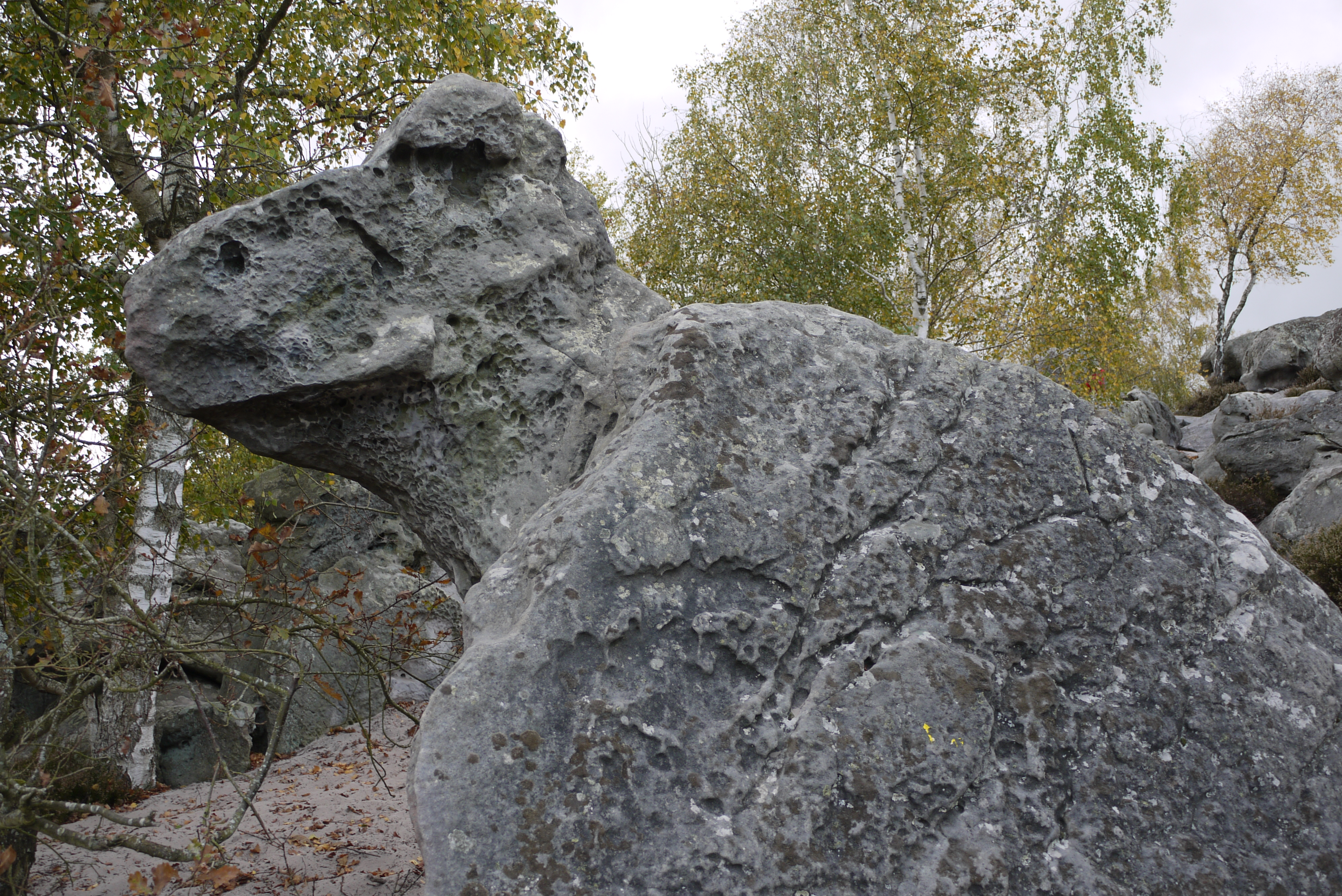
"Des grès aux formes fantastiques".

La hottée du diable est un chaos de grès de l'Auversien qui recouvre à leur sommet des sables de Beauchamp. Différents types de pelouses occupent la zone environnante : pelouse sur sable acide, fin et très mobile ; pelouse à thérophytes ; pelouse vivace à armérie des sables ; pelouse acidophile et hygrophile à jonc squarreux. Les espaces entre les rochers sont également occupés par des landes à  callune.
Le site abrite aussi des lézards verts.
Paul Claudel qui est né à Villeneuve-sur-Fère se réfère à plusieurs reprises dans ses écrits à la hottée du diable. Dans La jeune fille Violaine il dresse un décor de la pièce :

« Le premier quartier de la lune, brillant au milieu d'un immense halo, éclaire une butte toute couverte de bruyères et de sable blanc [...] Des pierres monstrueuses, des grès aux formes fantastiques s'en détachent. Ils ressemblent aux bêtes des âges fossiles, à des monuments inexplicables, à des idoles ayant mal poussé encore leurs membres et leurs têtes. »

## Préservation
Depuis 1995 une convention de gestion uni la commune de Coincy et le conservatoire d'espaces naturels de Picardie afin de préserver le patrimoine naturel du site. À cette fin, des sentiers et des aménagements ont été mis en place.

## Sources
- La hottée du diable, conservatoire des Sites Naturels de Picardie (HAUGUEL J.-C.) en ligne
- La hottée du diable de Coincy Conservatoire d'espaces naturels des Hauts-de-france